# Megalopyge crispata
Megalopyge crispata là một loài bướm đêm thuộc họ Megalopygidae. It is found along phía đông bờ biển của Hoa Kỳ, cũng như Oklahoma.
This wingspan is 25–40 mm. Con trưởng thành bay từ tháng 5 đến tháng 10. Có một lứa một năm in the north, two or more in the south.
Ấu trùng ăn nhiều cây và bụi cây.